# ماركوس لويس بيريز تروخيو
ماركوس لويس بيريز تروخيو (بالإسبانية: Marcos Luis Pérez Trujillo)‏ هو لاعب كرة قدم إسباني في مركز الدفاع، ولد في 30 سبتمبر 1989 في اليسانة في إسبانيا. لعب مع أوساسونا وإيسيخا بالومبيي ونادي لورقة.

## وصلات خارجية
- ماركوس لويس بيريز تروخيو على موقع قاعدة بيانات كرة القدم.إي يو (الإنجليزية)
- ماركوس لويس بيريز تروخيو على موقع Soccerway.com (الإنجليزية)